# Aleksej Jurjevič Gamen
Aleksej Jurjevič Gamen (rusko Алексей Юрьевич Гамен), ruski general, * 18. maj 1773, † 11. junij 1829.
Bil je eden izmed pomembnejših generalov, ki so se borili med Napoleonovo invazijo na Rusijo; posledično je bil njegov portret dodan v Vojaško galerijo Zimskega dvorca.

## Življenje
Njegov oče je bil zdravnik na dvoru carice Katarine II. 10. junija 1789 je končal Vojaško šolo poljskega plemstva in se takoj udeležil bojev s Švedi; še istega leta je bil povišan v stotnika. 
Sodeloval je v italijansko-švicarski kampanji leta 1779-80. 14. septembra 1803 je bil povišan v polkovnika ter imenovan za poveljnika 3. pomorskega polka, s katerim se je udeležil bojev leta 1805 v Nemčiji. 
1. novembra 1811 je bil povišan v generalmajorja. Med patriotsko vojno se je ponovno izkazal, tako da je postal poveljnik brigade 25. pehotne divizije. 26. februarja 1820 je bil imenovan za poveljnika trdnjave Kronstadt. 1. januarja 1826 je bil povišan v generalporočnika.